# Frank Runyeon
Frank Runyeon (Cleveland, 23 augustus 1953) is een Amerikaanse acteur. Hij heeft in verschillende soapseries een grote rol gespeeld, waaronder Santa Barbara en As the World Turns. In 1996 speelde hij een priester in Melrose Place.
Hij studeerde aan de Princeton University, waar hij theologie als hoofdvak had. Hij is getrouwd en heeft drie kinderen.
Frank is 1,88 meter lang.
- Biblioteca Nacional de España: XX4917955
- Virtual International Authority File: 107578463
- WorldCat: E39PBJyhgwgDkDk7DR3FRpwgrq